# Anthrenus museorum
Anthrenus museorum là một loài bọ cánh cứng được tìm thấy ở Palearctic (bao gồm châu Âu), Cận Đông và Nearctic. Ở châu Âu, loài này được tìm thấy ở Albania, Áo, Belarus, Bỉ, Bosnia và Herzegovina, Quần đảo Anh, Bulgaria, Croatia, Cộng hòa Séc, lục địa Đan Mạch, Estonia, Phần Lan, lục địa Pháp, Đức, lục địa Hy Lạp, Hungary, lục địa Ý, Kaliningrad, Latvia, Liechtenstein, Litva, Luxembourg, Cộng hòa Macedonia, Moldova, lục địa Na Uy, Ba Lan, lục địa Bồ Đào Nha, România, Nga, Sardegna, Slovakia, Slovenia, lục địa Tây Ban Nha, Thụy Điển, Thụy Sĩ, Hà Lan, Ukraina, Nam Tư.

## Hình ảnh

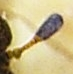
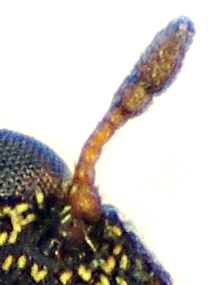
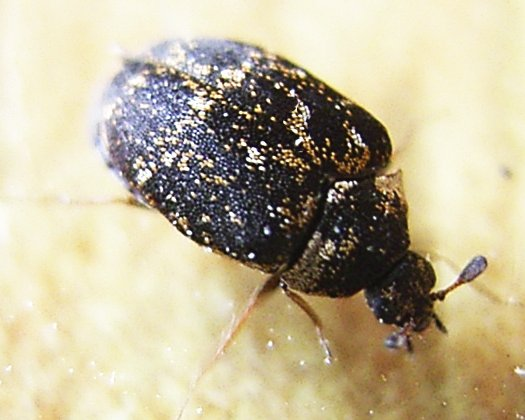
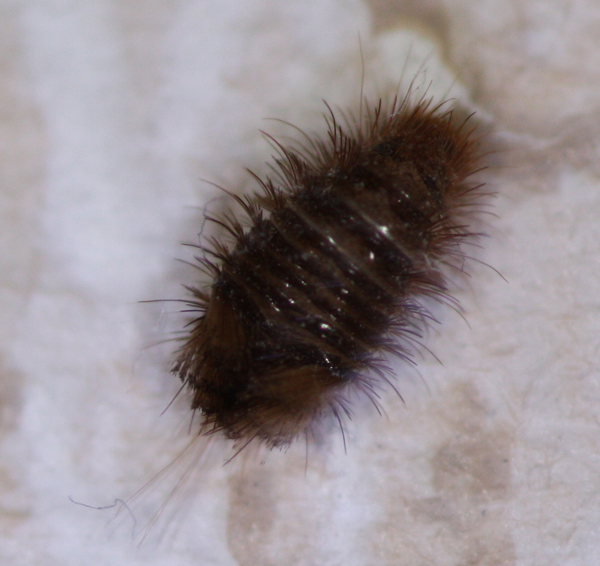